# Ito-Yokado

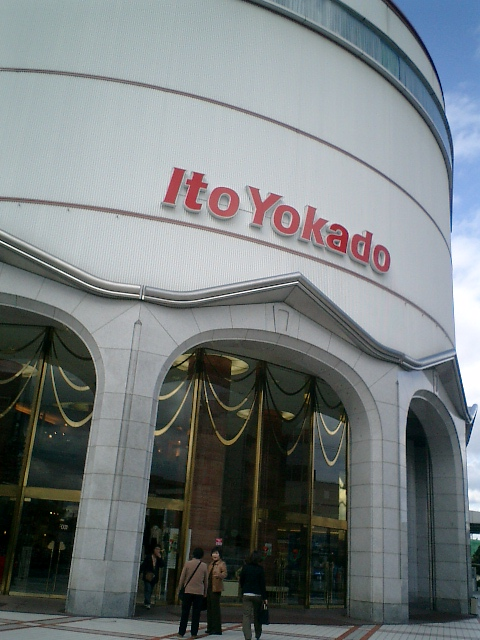

 (juin 2009).
Si vous disposez d'ouvrages ou d'articles de référence ou si vous connaissez des sites web de qualité traitant du thème abordé ici, merci de compléter l'article en donnant les références utiles à sa vérifiabilité et en les liant à la section « Notes et références ».
Ito-Yokado (イトーヨーカ堂, Itō Yōkadō) est l'un des principaux groupes de distribution japonais avec la première chaine de supermarchés au Japon.

## Présentation
Le groupe est une filiale de la holding Seven & I Holdings Co.
C'est par un petit magasin de vêtements pour hommes que le groupe a débuté à Tokyo en 1920. Son fondateur était Tosho Yoshikawa. En 1961, après un voyage d'étude aux États-Unis et en Europe, son neveu Masatoshi Ito décida d'importer le concept de la grande distribution au Japon. En 1995, la société a adopté le nom d'Ito-Yokado. Son président, proche du théoricien en management Peter Drucker a été l'un des premiers à adopter dans sa société des règles déontologiques et écologiques.
Au cours des dernières années, le groupe a signé plusieurs coentreprises en Chine pour des développements de magasins principalement autour de Pékin.
Ito-Yokado est actuellement au 16e rang mondial des groupes de distribution.